# Blood, Sweat & Tears
Blood, Sweat & Tears ist eine US-amerikanische Jazzrock-Band, die 1967 in New York gegründet wurde. Der Name der Band geht zurück auf ein Zitat aus der Antrittsrede von Winston Churchill als britischer Premierminister im Jahr 1940 am Anfang des Zweiten Weltkrieges.

## Geschichte
Die Gruppe wurde zunächst von Al Kooper geleitet und hatte 1967 ihren ersten Auftritt im New Yorker Cafe Au Go Go im Szene-Bezirk Greenwich Village – als Vorgruppe von Moby Grape. Das Publikum war begeistert von der neuartigen Verschmelzung von Jazz-, Blues- und Rockmusik.
Die ursprüngliche Besetzung bestand aus Al Kooper (Keyboards, Gesang), Jim Fielder (Gitarre, Bass), Steve Katz (Gitarre) und Bobby Colomby (Schlagzeug) sowie der Bläsersektion Fred Lipsius, Randy Brecker, Jerry Weiss und Dick Halligan.
Das erste Album Child is Father to the Man (1968) wurde hoch gelobt, verkaufte sich jedoch nur schleppend. Nach personellen Differenzen verließen zunächst Kooper, dann auch Brecker und Weiss die Band. Colomby und Katz rekrutierten daraufhin den Kanadier David Clayton-Thomas als Sänger.
Das zweite Album Blood, Sweat & Tears (1969) wurde mit 3,8 Millionen verkauften Exemplaren auch ein kommerzieller Erfolg und gewann 1970 einen Grammy als Album des Jahres. Die Bläserarrangements und Bearbeitungen von Themen klassischer Komponisten (wie Erik Satie) setzten Maßstäbe für andere Gruppen des Jazz- und Brassrock. Es kam auf Platz 1 in den Billboard 200. Die aus dem Album ausgekoppelte Single Spinning Wheel erreichte Platz 2.
Eine vom US-Außenministerium geförderte Tour durch Osteuropa brachte die Band beim Hippie- und Rock-Publikum in Misskredit. Das nach dieser Tour veröffentlichte Album Blood, Sweat & Tears 3 (1970) konnte nicht an den Erfolg des Vorgängers anknüpfen, erreichte aber in den USA dennoch Platz 1; die Band spielte auch die Filmmusik zu Die Eule und das Kätzchen. Ein Auftritt in Caesars Palace in Las Vegas trug nicht zur Verbesserung des Images der Band bei. Das vierte Album Blood, Sweat & Tears 4 (1971) konnte kommerziell nicht an die beiden Vorgänger heranreichen. Sänger David Clayton-Thomas verließ die Band und wurde durch Jerry Fisher ersetzt.
Es gab danach etliche Umbesetzungen, doch der gewünschte Erfolg blieb trotz erfahrener Musiker aus. Schließlich kehrte nach einigen weiteren Alben – Greatest Hits (1972), New Blood (1972), No Sweat (1973) und Mirror Image (1974) – der als Solist glücklos gebliebene Sänger David Clayton-Thomas zurück. Ein kommerzielles Comeback hielt jedoch nicht lange an. Nach den Platten New City (1975), In Concert (1976) und More than ever (1976) kündigte die Plattenfirma den Vertrag. Die letzten Alben Brand New Day (1977) und Nuclear Blues (1980) wurden kaum noch wahrgenommen. Von den Mitgliedern der ersten Alben war zu diesem Zeitpunkt nur noch David Clayton-Thomas dabei.
Bei diversen Reunion-Versuchen in den späten 1980ern und frühen 1990ern scharte sich eine neue junge Band um Clayton-Thomas, diese konnte jedoch nicht mehr an alte Erfolge anknüpfen.
Im Jahr 2005 erhielt Chuck Negron, früherer Sänger von Three Dog Night, die Rechte für den Bandnamen „Blood, Sweat & Tears“. Diese völlige Neuformation spielte 2007 bei einigen Open-Air-Konzerten in Europa.
Seit 2008 ist Steve Katz wieder in der Band.

„Die Beatles haben den Rock in die Musik gebracht. Blood, Sweat & Tears haben die Musik in den Rock gebracht.“

## Diskografie

### Alben
| Jahr | Titel                                                                    | Höchstplatzierung, Gesamtwochen, AuszeichnungChartplatzierungen (Jahr, Titel, Platzierungen, Wochen, Auszeichnungen, Anmerkungen) | Höchstplatzierung, Gesamtwochen, AuszeichnungChartplatzierungen (Jahr, Titel, Platzierungen, Wochen, Auszeichnungen, Anmerkungen) | Höchstplatzierung, Gesamtwochen, AuszeichnungChartplatzierungen (Jahr, Titel, Platzierungen, Wochen, Auszeichnungen, Anmerkungen) | Höchstplatzierung, Gesamtwochen, AuszeichnungChartplatzierungen (Jahr, Titel, Platzierungen, Wochen, Auszeichnungen, Anmerkungen) | Anmerkungen |
| Jahr | Titel                                                                    | DE | AT | UK | US | Anmerkungen |
| ---- | ------------------------------------------------------------------------ | --- | --- | --- | --- | --- |
| 1968 | Child Is Father to the Man                                               | — | — | UK40 (1 Wo.)UK | US47 Gold · (55 Wo.)US | Platz 264 der Rolling-Stone-500 (2003); Grammy Hall of Fame                                                                     |
| 1969 | Blood, Sweat & Tears                                                     | — | — | UK15 (9 Wo.)UK | US1 ×4Vierfachplatin · (109 Wo.)US                                                                                                | Grammy (Album des Jahres), Grammy Hall of Fame                                                                                  |
| 1970 | Blood, Sweat & Tears 3                                                   | DE39 (1 Wo.)DE | — | UK14 (12 Wo.)UK | US1 Gold · (41 Wo.)US | |
| 1970 | Comedy Highlights & Music from the Soundtrack ›The Owl and the Pussycat‹ | — | — | — | US186 (6 Wo.)US | mit Barbra Streisand und George Segal: Dialoge aus dem gleichnamigen Film mit musikalischer Begleitung von Blood, Sweat & Tears |
| 1971 | B. S. & T. 4                                                             | DE50 (1 Wo.)DE | — | — | US10 Gold · (23 Wo.)US | |
| 1972 | Blood, Sweat & Tears Greatest Hits                                       | — | — | — | US19 ×2Doppelplatin · (27 Wo.)US                                                                                                  | Best-of-Album |
| 1972 | New Blood                                                                | — | — | — | US32 (17 Wo.)US | |
| 1973 | No Sweat                                                                 | — | — | — | US72 (12 Wo.)US | |
| 1974 | Mirror Image                                                             | — | — | — | US149 (6 Wo.)US | |
| 1975 | New City                                                                 | — | — | — | US47 (13 Wo.)US | |
| 1976 | More Than Ever                                                           | — | — | — | US165 (3 Wo.)US | |

grau schraffiert: keine Chartdaten aus diesem Jahr verfügbar
Weitere Alben
- 1975: In Concert (Livealbum; 1991 unter dem Titel Live and Improvised)
- 1977: Brand New Day
- 1980: Nuclear Blues
- 1995: Live (Livealbum)

### Singles
| Jahr | Titel Album                                       | Höchstplatzierung, Gesamtwochen, AuszeichnungChartplatzierungen (Jahr, Titel, Album, Platzierungen, Wochen, Auszeichnungen, Anmerkungen) | Höchstplatzierung, Gesamtwochen, AuszeichnungChartplatzierungen (Jahr, Titel, Album, Platzierungen, Wochen, Auszeichnungen, Anmerkungen) | Höchstplatzierung, Gesamtwochen, AuszeichnungChartplatzierungen (Jahr, Titel, Album, Platzierungen, Wochen, Auszeichnungen, Anmerkungen) | Höchstplatzierung, Gesamtwochen, AuszeichnungChartplatzierungen (Jahr, Titel, Album, Platzierungen, Wochen, Auszeichnungen, Anmerkungen) | Anmerkungen                                                                |
| Jahr | Titel Album                                       | DE | AT | UK | US | Anmerkungen                                                                |
| ---- | ------------------------------------------------- | --- | --- | --- | --- | -------------------------------------------------------------------------- |
| 1969 | You’ve Made Me So Very Happy Blood, Sweat & Tears | — | — | UK35 (6 Wo.)UK | US2 Gold · (13 Wo.)US | Autoren: Brenda Holloway, Patrice Holloway, Frank Wilson, Berry Gordy      |
| 1969 | Spinning Wheel Blood, Sweat & Tears               | — | — | — | US2 Gold · (13 Wo.)US | Autor: David Clayton-Thomas endet mit der Melodie von O du lieber Augustin |
| 1969 | And When I Die Blood, Sweat & Tears               | — | — | — | US2 Gold · (13 Wo.)US | Autorin: Laura Nyro                                                        |
| 1970 | Hi-De-Ho Blood, Sweat & Tears 3                   | — | AT16 (4 Wo.)AT | — | US14 (8 Wo.)US | Autoren: Gerry Goffin, Carole King                                         |
| 1970 | Lucretia Mac Evil Blood, Sweat & Tears 3          | — | — | — | US29 (7 Wo.)US | Autor: David Clayton-Thomas                                                |
| 1971 | Go Down Gamblin’ B. S. & T. 4                     | — | — | — | US32 (8 Wo.)US | Autor: David Clayton-Thomas                                                |
| 1971 | Lisa, Listen to Me B. S. & T. 4                   | — | — | — | US73 (6 Wo.)US | Autoren: Dick Halligan, David Clayton-Thomas                               |
| 1972 | So Long Dixie New Blood                           | — | — | — | US44 (11 Wo.)US | Autoren: Barry Mann, Cynthia Weil                                          |
| 1974 | Tell Me That I’m Wrong Mirror Image               | — | — | — | US83 (4 Wo.)US | Autor: Henry Cosby                                                         |
| 1975 | Got to Get You into My Life New City              | — | — | — | US62 (6 Wo.)US | Original: The Beatles; Autoren: John Lennon, Paul McCartney                |

grau schraffiert: keine Chartdaten aus diesem Jahr verfügbar
Weitere Singles
- 1968: I Can’t Quit Her (Debütsingle)
- 1969: God Bless the Child
- 1972: I Can’t Move No Mountains
- 1973: Roller Coaster
- 1973: Save Our Ship
- 1975: Yesterday’s Music
- 1976: You’re the One
- 1977: Blue Street
- 1980: Nuclear Blues

## Auszeichnungen für Musikverkäufe
| Goldene Schallplatte - Kanada - 1979: für das Album Blood, Sweat & Tears Greatest Hits |

Anmerkung: Auszeichnungen in Ländern aus den Charttabellen bzw. Chartboxen sind in ebendiesen zu finden.
| Land/RegionAuszeichnungen für Musikverkäufe (Land/Region, Auszeichnungen, Verkäufe, Quellen) | Gold     | Platin     | Verkäufe   | Quellen         |
| -------------------------------------------------------------------------------------------- | -------- | ---------- | ---------- | --------------- |
| Kanada (MC)                                                                                  | Gold1    | —          | 50.000     | musiccanada.com |
| Vereinigte Staaten (RIAA)                                                                    | 6× Gold6 | 6× Platin6 | 10.500.000 | riaa.com        |
| Insgesamt                                                                                    | 7× Gold7 | 6× Platin6 |            |                 |